# Clemencia
Clemencia è un comune della Colombia facente parte del dipartimento di Bolívar.
Il centro abitato venne fondato nel 1708, mentre l'istituzione del comune è del 17 agosto 1994.